# Come Out and Play (Keep 'Em Separated)
Come Out and Play (Keep 'Em Separated) är en singel av det amerikanska punkrockbandet The Offspring. Den var den första singeln från deras tredje album (Smash) och denna singel, tillsammans med den efterföljande singeln "Self Esteem", gav The Offspring sitt stora genombrott. Låten handlar om vapen- och gängvåld, då särskilt i skolor. Låten hamnade på plats 458 på Blender.com:s lista The 500 Greatest Songs Since You Were Born, på plats 14 på listan The KROQ Top 300 Songs of the 90s och på plats 55 på listan Triple J Hottest 100 of All Time från år 1998. "Come Out and Play (Keep 'Em Separated)" är även med i spelet Rock Band 2. Musikvideon till låten kostade $5 000 att producera. Singeln släpptes 1999 i den inofficiella samlingsboxen The Offspring Collection.
Jason "Blackball" McLean är den som yttrar orden "You gotta keep 'em separated" i låten. Han krävde enbart två tagningar för detta och som ersättning fick han en hamburgare och ett fotografi tillsammans med Snoop Dogg, som spelade in musik i samma studio vid tillfället.
Låten var den sista låten som skrevs till albumet och influenserna till gitarriffet kom främst ifrån Mellanöstern. Dexter Holland förklarar varifrån han fick idén att ha med raden "You gotta keep 'em separated" med följande ord: 
| ”                | Jag arbetade i ett laboratorium vid tidpunkten. Jag var doktorand för jag ville undvika den "riktiga världen". Mitt jobb var att odla bakterier för att kunna infektera med virus och för att odla bakterier var man tvungen att använda petriskålar där man odlade all denna näringssubstans. Så jag odlade ungefär en gallon av detta ämne och jag hällde det i två kolvar, för det fick inte plats i en, och jag var tvungen att hälla av ifrån hundra stycken petriskålar så att det skulle räcka hela helgen [skratt]. Fast nu var man tvungen att sterilisera det, så jag ställde det i en sorts tryckkokare, en så kallad autoklav. Dessa saker är väldigt varma så man ställer det under ett lock för att kyla ner dem. Jag kom tillbaka tio minuter senare och de var fortfarande förbannat varma och de fortsatte att vara varma även när jag kommer tillbaka en halvtimme senare. Jag tittade då på dem och såg att de var bredvid varandra och då förstod jag att de aldrig kommer att bli nerkylda om jag inte separerade på dem. Så då separerade jag på dem och då tändes det en glödlampa för mig [skratt]. | „ |
| – Dexter Holland | |   |

## Låten i filmer och TV-program
- Låten kan höras (på blåsinstrument) i filmen Click.[9]
- Låten kan höras i filmen Bubble Boy.[10]
- Låten kan höras i filmen Monkeybone.[11]
- Låten kan höras i Little Green Men, som är det första avsnittet på den andra säsongen av TV-serien Arkiv X.[12]

## Andra versioner av låten

### Covers
- Richard Cheese and Lounge Against the Machine har gjort en cover av denna låt som kom med på deras album Lounge Against the Machine[13] och The Sunny Side of the Moon: The Best of Richard Cheese.[14]
- The Moog Cookbook har gjort en cover av denna låt på deras självbetitlade album.[15]
- Curtis Subruban har gjort en cover av denna låt som finns med på albumet A Tribute to The Offspring.[16]

### Parodiversioner
- Blowfly har gjort en parodi på låten, kallad "Gotta Keep Her Penetrated", från albumet Blowfly's Punk Rock Party.[17]
- ApologetiX har gjort en parodi på låten, kallad "Come Out and Pray", från albumen Ticked och ApologetiX Classics - Heavy.[18]
- Bob Rivers har gjort en parodi på låten, kallad "Wrong Foot Amputated", från albumet Best of Twisted Tunes, Vol. 2.[19]
- "Weird Al" Yankovic har gjort en parodi på låten, kallad "Laundry Day".

## Låtlista
Alla låtar är skrivna och komponerade av The Offspring, om inte annat anges. 
| Nr | Titel                                  | Längd |
| -- | -------------------------------------- | ----- |
| 1. | Come Out and Play (Keep 'Em Separated) | 3:17  |
| 2. | Session                                | 2:33  |
| 3. | Come Out and Play (Acoustic Reprise)   | 1:31  |

| 1. | Come Out and Play (Keep 'Em Separated) | 3:17 |
| 2. | Session                                | 2:33 |